# Калинкино (пивоваренный завод)

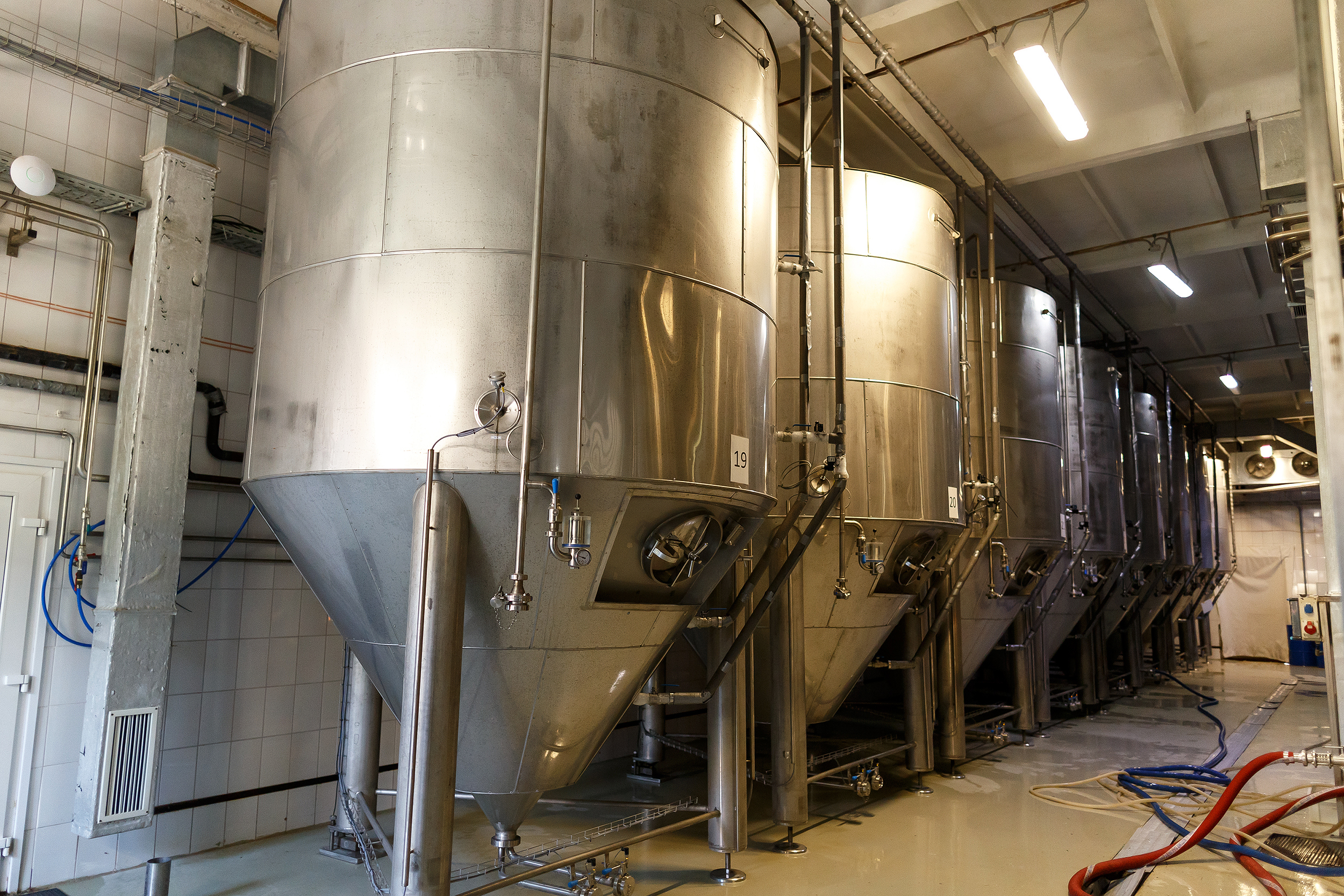
Цилиндро-конические танки на заводе «Калинкино»

Калинкино — российский завод по производству непастеризованного пива и безалкогольных напитков. Находился в деревне Калинкино Промышленновского района Кемеровской области. Основан в 1996 году. Был одним из крупнейших предприятий по производству пивобезалкогольной продукции в Кемеровской области. В производстве использовалась вода из артезианских скважин. В 2021 году завод был признан банкротом и прекратил свою деятельность.

## История
Строительство Калинкинского пивоваренного завода началось в 1991 году, им руководил пивовар Карл Циммер. Завершено строительство в 1996 году. Завод был оборудован водоочистным оборудованием, варочным танком и бродильным отделением немецкой компании «Integral-Geha». Собственником 90 % акций предприятия стала корпорация «Облкемеровоуголь», поэтому он назывался ЗАО «ОКУ-Бавария». Пивзавод получил особую популярность за производство уникальных сортов пива «Бавария» и «Калинкино».
В 2004 году пивоваренный завод стал частью холдинга «Сибирский деловой союз», после чего было закуплено оборудование, в том числе фильтр для очищения пива от остатков дрожжей.
В 2011 году предприятие вновь сменило владельца, став основой для группы компаний, в которую, кроме пивоварни, входит сеть собственных и открытых по франшизе магазинов разливных напитков в Кемеровской области и Новосибирске.
В 2014 году проведена реконструкция предприятия, в эксплуатацию введены 15 цилиндро-конических танков. Сладкие газированные напитки и минеральную воду начали разливать в пластиковые бутылки.
В 2017 году производственная мощность цеха розлива увеличена в четыре раза.
В 2018 году компания «Калинкино» приобрела бренд и производство минеральной воды «Борисовская» в Крапивинском районе Кемеровской области.
В 2021 году юридическое лицо завода «Калинкино» — ООО «Бавария» — было признано банкротом по заявлению банка «Открытие».

## Продукция
В 2017 году ассортимент завода «Калинкино» включал 22 сорта пива, 6 наименований безалкогольных напитков и минеральной воды.

## Награды
На XХVII международном форуме «Пиво-2018» сорта пива «Томас Майер», «Чешское» и «Густав» получили золотые медали.